# Pseudoweinmannia lachnocarpa
Pseudoweinmannia lachnocarpa là một loài thực vật có hoa trong họ Cunoniaceae. Loài này được (F. Muell.) Engl. miêu tả khoa học đầu tiên năm 1930.